# Árbol k-ario

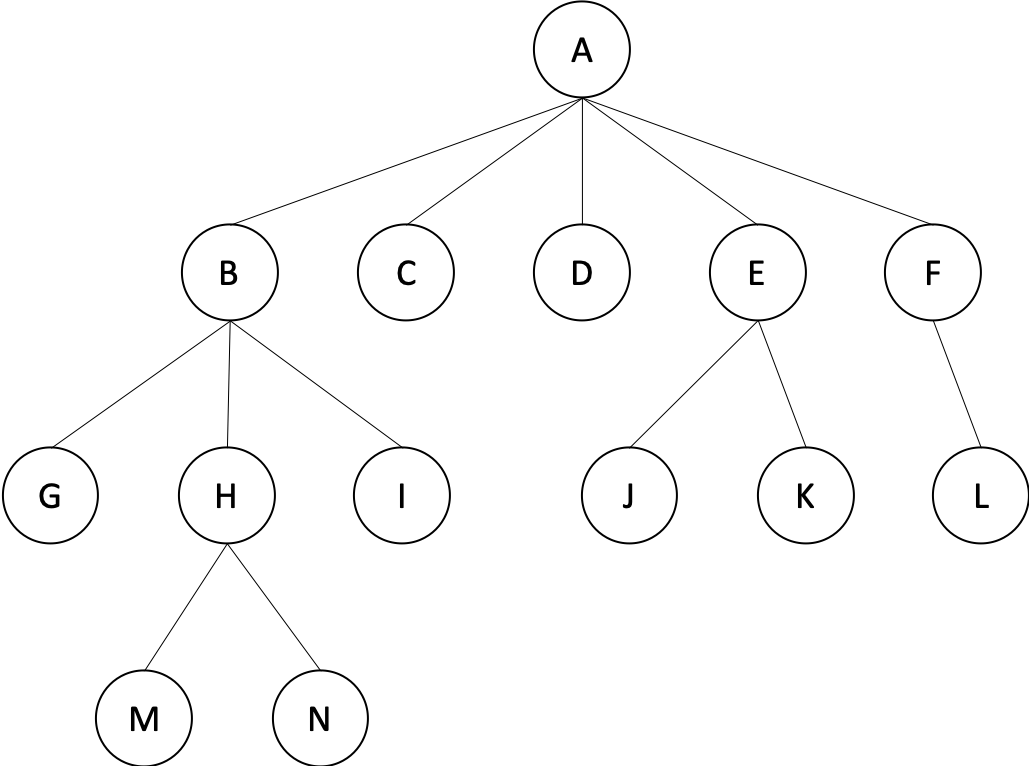
Explica gráficamente como se representa un algoritmo n-ario

En la teoría de grafos, un árbol k-ario es un arraigado árbol en el que cada nodo no tiene más de k hijos. También es conocido a veces como una manera de árbol-k, un árbol N-ario, un árbol M-ario, o un árbol natural. 
Un árbol binario es el caso especial en que k=2
Un árbol k-ario completo es un árbol k-ario donde cada nodo en el mismo nivel 0 tiene exactamente k hijos. 
Para un árbol k-ario con altura h, el límite superior para el número máximo de hojas es h veces k (h*k). El número total de nodos es{\displaystyle {\frac {k^{h+1}-1}{k-1}}}, mientras que la altura h es {\displaystyle \left\lceil \log _{k}(k-1)+\log _{k}({\mathit {number\_of\_nodes}})-1\right\rceil }.